# معراتة
معراتة قرية سورية تقع في جبل الزاوية، تتبع ناحية إحسم في منطقة أريحا في محافظة إدلب. بلغ عدد سكانها 2,263 نسمة في عام 2004 حسب إحصاء المكتب المركزي للإحصاء.
تتميز قرية معراتة بمناخها المعتدل صيفا والبارد شتاء وترتفع عن سطح البحر 865 م. وتشتهر بزراعة الزيتون والتين والكرز. وتتبع لها مزرعة قرصايا في سهل الروج والتي تشتهر أيضا بزراعة التين والزيتون. تطل معراتة من جهة الغرب على سهل الروج والغاب.